# Makarivka, Pervomaiske
Makarivka (în ucraineană Макарівка) este un sat în așezarea urbană Pervomaiske din Republica Autonomă Crimeea, Ucraina.

## Demografie
Componența lingvistică a localității Makarivka
     Rusă (77,78%)
     Tătară crimeeană (13,89%)
     Ucraineană (8,33%)
Conform recensământului din 2001, majoritatea populației localității Makarivka era vorbitoare de rusă (77,78%), existând în minoritate și vorbitori de tătară crimeeană (13,89%) și ucraineană (8,33%).